# Pernsteinowie

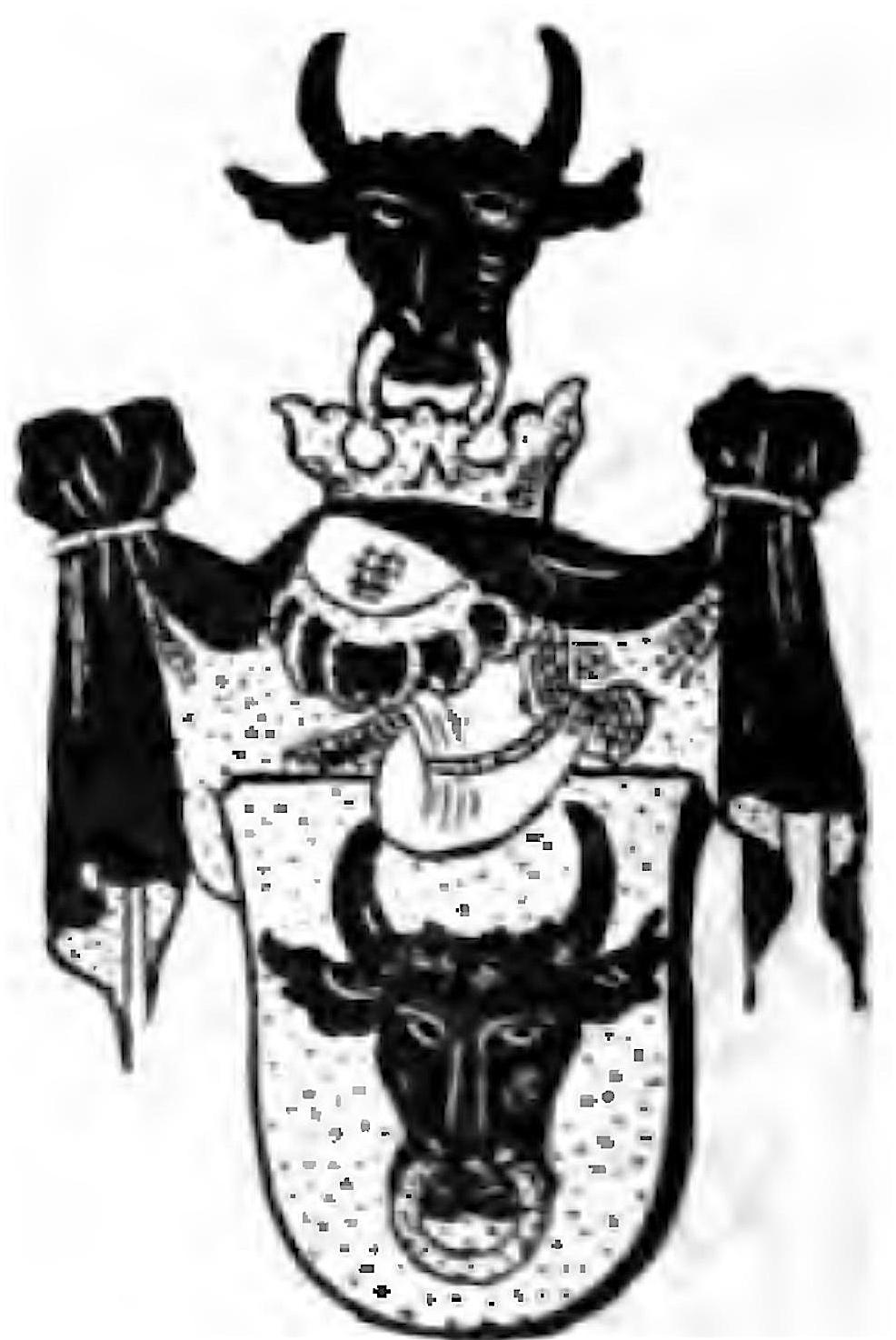
Herb von Pernstein

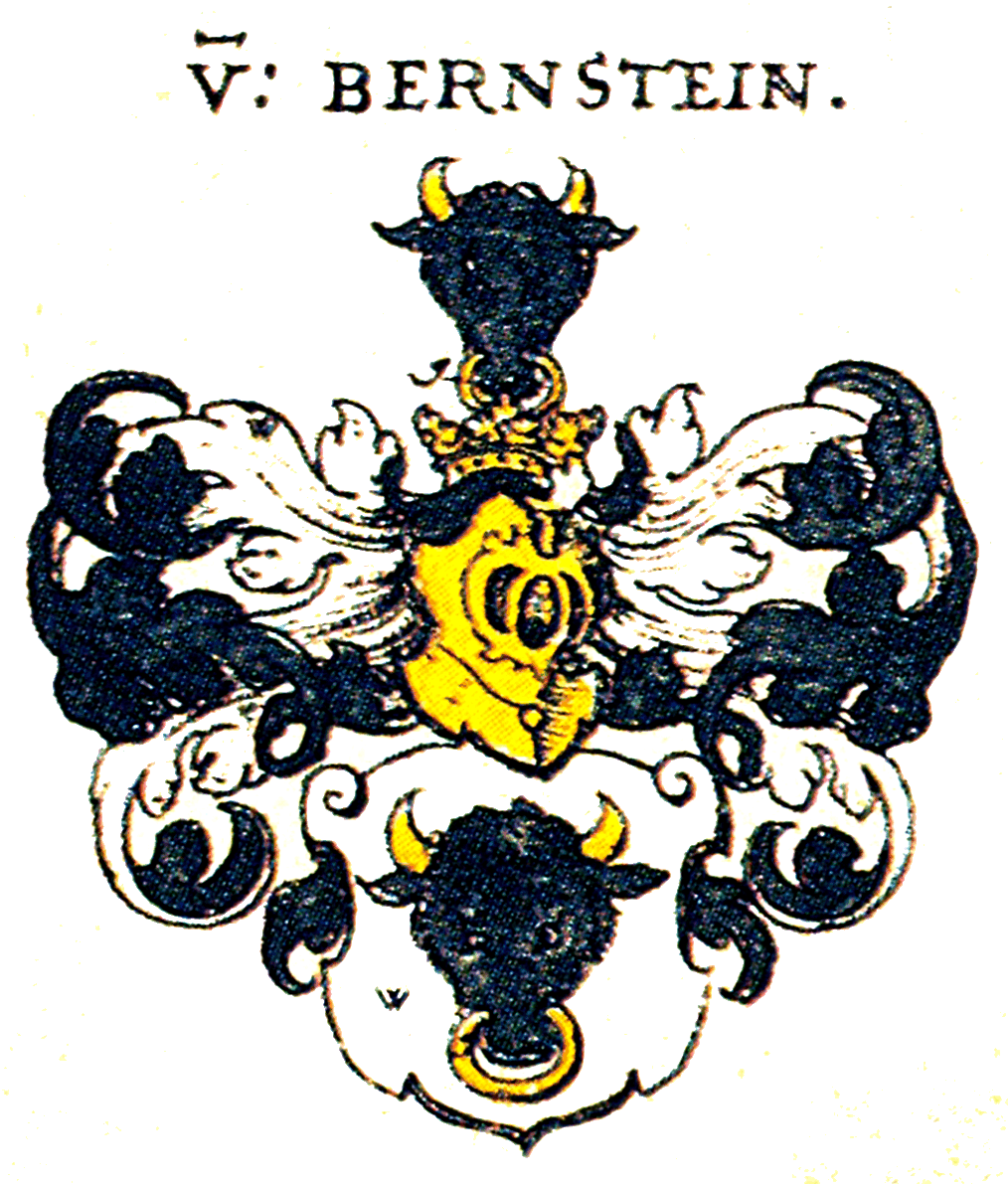
Herb von Pernstein

Pernsteinowie (cz. Pernštejnové, Páni z Pernštejna, niem. von Pernstein) – znaczący ród szlachecki wywodzący się z południowo-zachodnich Moraw.
Nazwa rodu pochodzi od XIII-wiecznego zamku Pernštejn, po raz pierwszy wzmiankowanego w 1285, będącego siedzibą tego rodu. Do największego znaczenia ród ten doszedł w XVI wieku. Do jego wymarcia doszło w XVII wieku.

## Przedstawiciele
- Jan z Pernsteinu - (współ)regent Księstwa Cieszyńskiego od 1528 do ok. 1545